# Liste der Kulturdenkmäler in Storndorf
Die folgende Liste enthält die in der Denkmaltopographie ausgewiesenen Kulturdenkmäler auf dem Gebiet des Ortsteils Storndorf der Gemeinde Schwalmtal, Vogelsbergkreis, Hessen.
Hinweis: Die Reihenfolge der Denkmäler in dieser Liste orientiert sich an der Anschrift, alternativ ist sie auch nach der Bezeichnung, der vom Landesamt für Denkmalpflege vergebenen Nummer oder der Bauzeit sortierbar.
Kulturdenkmäler werden fortlaufend im Denkmalverzeichnis des Landes Hessen durch das Landesamt für Denkmalpflege Hessen auf Basis des Hessischen Denkmalschutzgesetzes (HDSchG) geführt. Die Schutzwürdigkeit eines Kulturdenkmals hängt nicht von der Eintragung in das Denkmalverzeichnis des Landes Hessen oder der Veröffentlichung in der Denkmaltopographie ab.

Die bisher bekannten Bau- und Kunstdenkmäler hat das Landesamt für Denkmalpflege Hessen in sogenannten Arbeitslisten erfasst. Den Arbeitslisten liegen Erkenntnisse aus Akten, Ortsbegehungen und Denkmalinventaren, jedoch keine neuere systematische Forschung, zugrunde. Die Benehmensherstellung mit der Gemeinde gemäß § 11 Abs. 1 HDSchG ist noch nicht erfolgt.
Das Vorhandensein oder Fehlen eines Objekts in dieser Liste ist keine rechtsverbindliche Auskunft darüber, ob es Kulturdenkmal ist oder nicht: Diese Liste entspricht möglicherweise nicht dem aktuellen Stand der offiziellen Denkmaltopographie. Diese ist für Hessen in den entsprechenden Bänden der Denkmaltopographie Bundesrepublik Deutschland und im Internet unter DenkXweb – Kulturdenkmäler in Hessen einsehbar. Auch diese Quellen sind, obwohl sie durch das Landesamt für Denkmalpflege Hessen aktualisiert werden, nicht immer aktuell, da es im Denkmalbestand immer wieder Änderungen gibt.
Eine verbindliche Auskunft erteilt allein das Landesamt für Denkmalpflege Hessen.
Nutze diese Kartenansicht, um Koordinaten in der Liste zu setzen. In dieser Kartenansicht sind Kulturdenkmale ohne Koordinaten mit einem roten bzw. orangen Marker dargestellt und können in der Karte gesetzt werden. Kulturdenkmale ohne Bild sind mit einem blauen bzw. roten Marker gekennzeichnet, Kulturdenkmale mit Bild mit einem grünen bzw. orangen Marker.
| Bild            | Bezeichnung                                     | Lage                                                       | Beschreibung | Bauzeit | Objekt-Nr. |
| --------------- | ----------------------------------------------- | ---------------------------------------------------------- | ------------ | ------- | ---------- |
| weitere Bilder  | Jüdischer Friedhof                              | Am Judengarten LageFlur: 7, Flurstück: 26                  |              |         | 814204 DDB |
| Bild gesucht BW | Gefallenendenkmal auf dem christlichen Friedhof | Am Stück LageFlur: 7, Flurstück: 62                        |              |         | 938882 DDB |
| Bild gesucht BW |                                                 | Am Teichdamm 1 LageFlur: 1, Flurstück: 89                  |              |         | 938883 DDB |
| Bild gesucht BW | Backhaus                                        | Am Teichdamm 2 LageFlur: 2, Flurstück: 100                 |              |         | 813825 DDB |
| Bild gesucht BW |                                                 | Im Hof 3 LageFlur: 1, Flurstück: 11/6                      |              |         | 813388 DDB |
| Bild gesucht BW | Ehemaliges Forstamt Storndorf                   | Kirchgasse 2 LageFlur: 1, Flurstück: 10/1                  |              |         | 813824 DDB |
| weitere Bilder  | Evangelische Kirche                             | Kirchgasse 3 LageFlur: 1, Flurstück: 71                    |              |         | 813822 DDB |
| Bild gesucht BW |                                                 | Meicheser Straße 8 LageFlur: 1, Flurstück: 86              |              |         | 813800 DDB |
| Bild gesucht BW |                                                 | Meicheser Straße 9 LageFlur: 1, Flurstück: 73              |              |         | 813823 DDB |
| Bild gesucht BW |                                                 | Meicheser Straße 17 LageFlur: 1, Flurstück: 8              |              |         | 813836 DDB |
| Bild gesucht BW | Gasthaus „Zum goldenen Stern“                   | Meicheser Straße 21 LageFlur: 1, Flurstück: 100            |              |         | 813781 DDB |
| Bild gesucht BW |                                                 | Meicheser Straße 25 LageFlur: 3, Flurstück: 7/5            |              |         | 814066 DDB |
| Bild gesucht BW |                                                 | Meicheser Straße 67 LageFlur: 3, Flurstück: 47             |              |         | 813826 DDB |
| Bild gesucht BW | Ehemalige Herrnmühle                            | Müllersgäßchen 11 LageFlur: 3, Flurstück: 19/1             |              |         | 938884 DDB |
| Bild gesucht BW |                                                 | Windhäuser Straße 45/47 LageFlur: 1, Flurstück: 26/2, 27/5 |              |         | 813123     |
| Bild gesucht BW | Schule                                          | Zur Schule 1 LageFlur: 3, Flurstück: 75/3                  |              |         | 814164 DDB |